# Concordia de Villafáfila

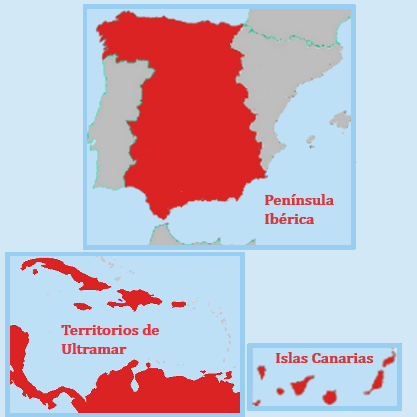
Con el Tratado de Villafáfila (1506) Fernando el Católico renuncia al gobierno de la Corona de Castilla y al señorío de las Indias

La Concordia de Villafáfila es el acuerdo histórico firmado el 27 de junio de 1506 en la localidad de Villafáfila por Fernando el Católico, y al día siguiente en Benavente por Felipe el Hermoso, marido de Juana I de Castilla, apodada "la Loca".
Felipe el Hermoso quedaría como rey iure uxoris de Castilla, mientras que Fernando el Católico, que hasta entonces venía gobernando Castilla en virtud de lo indicado en el testamento de Isabel la Católica (12 de octubre de 1504) y de lo acordado con Juana y Felipe en la Concordia de Salamanca (24 de noviembre de 1505), se retiraba a sus reinos de Aragón.
No obstante, la vigencia del acuerdo fue efímera, ya que Felipe falleció el 25 de septiembre de 1506. Así, tras una breve regencia del Cardenal Cisneros, Fernando volvió a asumir en agosto de 1507 el gobierno de Castilla como Gobernador, no como rey.